# Scleroglossa
De Scleroglossa zijn een groep hagedissen die gekko's, autarchoglossiden (Scincomorpha, Anguimorpha en varanoïden) en Amphisbaenia omvat. Scleroglossa wordt ondersteund door fylogenetische analyses die gebruik maken van morfologische kenmerken (zichtbare anatomische kenmerken). Volgens de meeste morfologische analyses is Scleroglossa de zustergroep van de clade Iguania, die leguanen, kameleons, agamiden en hagedissen uit de Nieuwe Wereld omvat. Scleroglossa en Iguania vormen samen de kroongroep Squamata, de kleinste evolutionaire groep die alle levende hagedissen en slangen omvat.
De naam Scleroglossa is afgeleid van het Grieks, skleros, wat 'hard' betekent en glossa, wat 'tong' betekent. De splitsing tussen Scleroglossa en Iguania kan gebaseerd zijn op kenmerken van de tong; leguanen hebben een gespierde tong en gebruiken linguale grijpkracht om voedsel te vangen, terwijl scleroglossiden harde tongen hebben en tanden en kaken gebruiken om voedsel te vangen, waardoor de tong wordt vrijgemaakt voor chemosensorische activiteit.
Het begrip werd in 1988 bedacht door Richard Estes voor de klade Gekkota + Autarchoglossa. Jack Lee Conrad definieerde de klade in 2008 als de groep bestaande uit de laatste gemeenschappelijke voorouder van Gekko gecko, Scincus scincus en Anguis fragilis; en al zijn afstammelingen. In 2008 werden twee opvallende kenmerken aangegeven, gedeeld met Scandensia en Evansauria: de voorhoofdsbeenderen hebben voorste takken die de bovenkaaksbeenderen raken. De interclavicula heeft een enkelvoudige voorste tak.
Recente fylogenetische analyses op basis van moleculaire gegevens (zoals DNA-sequenties) nestelen leguanen dieper in Squamata, samen met slangen en anguimorfen. Onder deze fylogenie is Scleroglossa geen geldige groepering. De nieuwe clade Bifurcata (gevorkte tong) is voorgesteld om Iguania op te nemen als een zustertaxon van Anguimorpha.